# Sphingothrix kalki
Sphingothrix kalki är en kräftdjursart som först beskrevs av Gee och Burgess 1997.  Sphingothrix kalki ingår i släktet Sphingothrix och familjen Cletodidae. Inga underarter finns listade i Catalogue of Life.